# Laboratori clínic

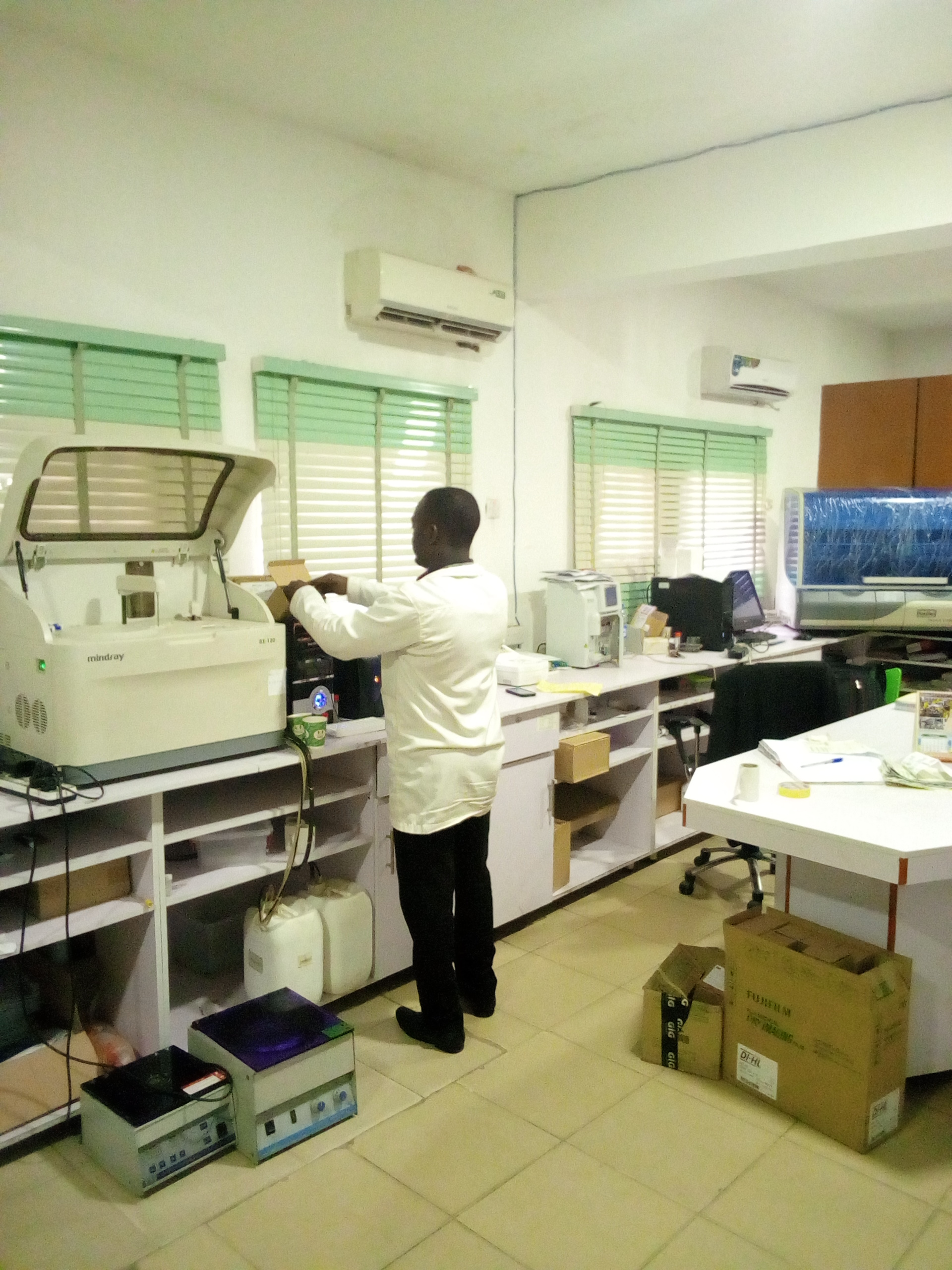
Laboratori a Nigèria.

Un laboratori clínic és una organització dedicada a la determinació in vitro de propietats biològiques humanes (o animals, si es tracta d'un laboratori clínic veterinari) amb la finalitat de facilitar la prevenció, el diagnòstic, el pronòstic, el control del tractament i el coneixement de les malalties.

## Funcions
Malgrat que a Catalunya les activitats realitzades al laboratori clínic no inclouen les relacionades amb l'anatomia patològica, l'Organització Internacional de Normalització, en la seva norma ISO 15189, considera el contrari quan defineix un laboratori clínic com a laboratori que fa determinacions biològiques, microbiològiques, immunològiques, químiques, immunohematològiques, hematològiques, biofísiques, citològiques, anatomopatològiques, o altres, de materials derivats del cos humà per subministrar informació per al diagnòstic, la prevenció i el tractament de les malalties, o per a l'avaluació de la salut dels éssers humans, i que pot assessorar sobre qualsevol aspecte relacionat amb les determinacions de laboratori, incloent-hi la interpretació dels resultats i el consell sobre la realització d'altres determinacions de laboratori.
En qualsevol cas, els centres que només es dediquen a l'obtenció i recollida de mostres clíniques no es consideren laboratoris clínics.